# Waldemar Kita
Waldemar Kita (ur. 7 maja 1953 w Szczecinie) – francuski przedsiębiorca narodowości polskiej i działacz sportowy, od 2007 prezes francuskiego klubu piłki nożnej FC Nantes.

## Życiorys
Waldemar Kita urodził się w Szczecinie, gdzie również spędził pierwsze lata swojego życia. Na początku lat 70 XX w. po śmierci ojca wyjechał wraz z matką do Francji, gdzie ukończył technikum optyczne, został optometrystą i mieszka tam do dziś.
Waldemar Kita dorobił się majątku, tworząc w 1986 roku przedsiębiorstwo Cornéal, specjalizujące się w produkcji sprzętów okulistycznych (soczewki do wszczepiania w gałki oczne) i ortopedycznych, z którą odnosił sukcesy na rynkach francuskim i europejskim w branży optycznej. Cornéal zajmowała pierwsze miejsce na francuskim i czwarte miejsce na europejskim rynku (56 mln euro obrotów w 2005 roku). W grudniu 2006 roku, Waldemar Kita sprzedał za 180 mln euro Cornéal amerykańskiej spółce farmaceutycznej Allergan.
W roku 2008 był zainteresowany kupnem Wisły Kraków, ale prezes klubu, Bogusław Cupiał nie chciał słyszeć o sprzedaży. Kita również był wymieniany jako jeden z kandydatów na stanowisko prezesa PZPN. W 2009 roku Kita dostał także propozycję przejęcia udziałów w Arce Gdynia.
Współwłaściciel przedsiębiorstwa lotniczego VallJet – La Baule Aviation z siedzibą w Mauges-sur-Loire (30 samolotów, 150 pracowników, 60 mln euro przychodów w 2021 r.).

## Działalność sportowa
Waldemar Kita sukcesów w branży optycznej nie potrafił przełożyć w piłkarskim biznesie. W latach 1998–2001 był prezesem występującego w szwajcarskiej lidze zespołu Lausanne Sports, który rok po odejściu Kity popadł w bankructwo, a za taki stan rzeczy w klubie z Lozanny oskarżano wielokrotnie właśnie Kitę.

### FC Nantes
W sierpniu 2007 roku Waldemar Kita powrócił do futbolu, kupując od grupy Dassault za 10 mln euro francuski klub FC Nantes, który wówczas właśnie spadł z Ligue 1 (Kita próbował odkupić FC Nantes już w 1998 roku, ale wtedy właściciele klubu nie byli zainteresowani jego sprzedażą). Mimo inwestycji do tej pory w klub ok. 50 mln euro, osiągnięcia FC Nantes w czasie jego rządów nie są imponujące. Po rocznej przerwie Kanarki wróciły w szeregi Ligue 1 w sezonie 2008/2009, ale ponownie spadły do drugiej ligi francuskiej, wracając do najwyższej klasy rozgrywkowej dopiero w 2013 roku, przez co niezadowoleni z sytuacji klubu kibice FC Nantes wielokrotnie żądali dymisji Waldemara Kity ze stanowiska prezesa ich klubu. Dnia 16 grudnia 2014 roku został wybrany przez gazetę sportową France Football Najlepszym zarządzającym we francuskiej piłce nożnej 2014.
Na początku 2021 roku kibice demonstrowali przed każdym meczem, domagając się odejścia Kity, mówiąc o Kita Circus (Cyrk Kity).

## Afery
W 2016 roku Waldemar Kita był cytowany w aferze Panama Papers za to, że był udziałowcem spółki offshore utworzonej w 2007 roku i zlokalizowanej na Brytyjskich Wyspach Dziewiczych oraz za umieszczenie tam swojego jachtu. W tym samym roku jego nazwisko pojawiło się także w sprawie Football Leaks.
W 2019 roku, gdy wszczęto śledztwo w sprawie unikania podatków wymierzone w Waldemara Kitę, Nantes Métropole (wspólnota lokalna) zdecydowała się cofnąć decyzję o sprzedaży działki pod nowy stadion, kładąc tym samym kres projektu Prezesa FC Nantes.
Kilka gazet ujawniło w 2016 r., że akcje FC Nantes nabyte przez W.Kitę są w posiadaniu spółki z siedzibą w Belgii, która zadeklarowała Królestwu Belgii straty w wysokości 50 mln euro. 21 lutego 2017 r. Krajowa Prokuratura Finansowa Francji wszczęła śledztwo w sprawie podejrzanego o oszustwa podatkowe za pośrednictwem tej spółki sytuowanej w Belgii. Jacht finansisty i jego paryskie mieszkanie zostały zajęte w 2020 roku, śledztwo trwa.
Według francuskiego systemu podatkowego Waldemar Kita, dzięki swojej fikcyjnej rezydencji podatkowej w Belgii, oszukał Francję na 14,8 mln euro niezapłaconego podatku. Od 2010 r. spółka otrzymała również 70 mln EUR z Luksemburgu. W.Kita korzystał również z pożyczki od Republiki Francuskiej podczas COVID-19, po czym wprowadził pieniądze do belgijskiego holdingu.

## Nagrody i wyróżnienia
- Najlepszy zarządzający we francuskiej piłce nożnej: 2014